# Acanthus carduaceus
Acanthus carduaceus là một loài thực vật có hoa trong họ Ô rô. Loài này được Griff. mô tả khoa học đầu tiên năm 1848.